# Розподілена практика
Розподілена практика (також відома як розподілені повторення або рознесена практика) — це стратегія навчення, у якій практична частина розбита на декілька коротких занять, що тривають протягом більш тривалого періоду часу. Люди і тварини запам'ятовують елементи списку ефективніше, коли вони навчаються протягом декількох занять, розподілених впродовж тривалого часу, ніж коли навчення триває швидко, протягом короткого періоду часу. Таке явище має назву ефект розподілення. Протилежна, масова практика, складається з меншої кількості більш тривалих навчальних занять. Як правило, це менш ефективний метод навчання. Наприклад, під час підготовки до екзамену, розподілення ваших занять на більш тривалий проміжок часу дасть набагато ефективніший результат, ніж інтенсивна підготовка за ніч до самого екзамену.

## Історія

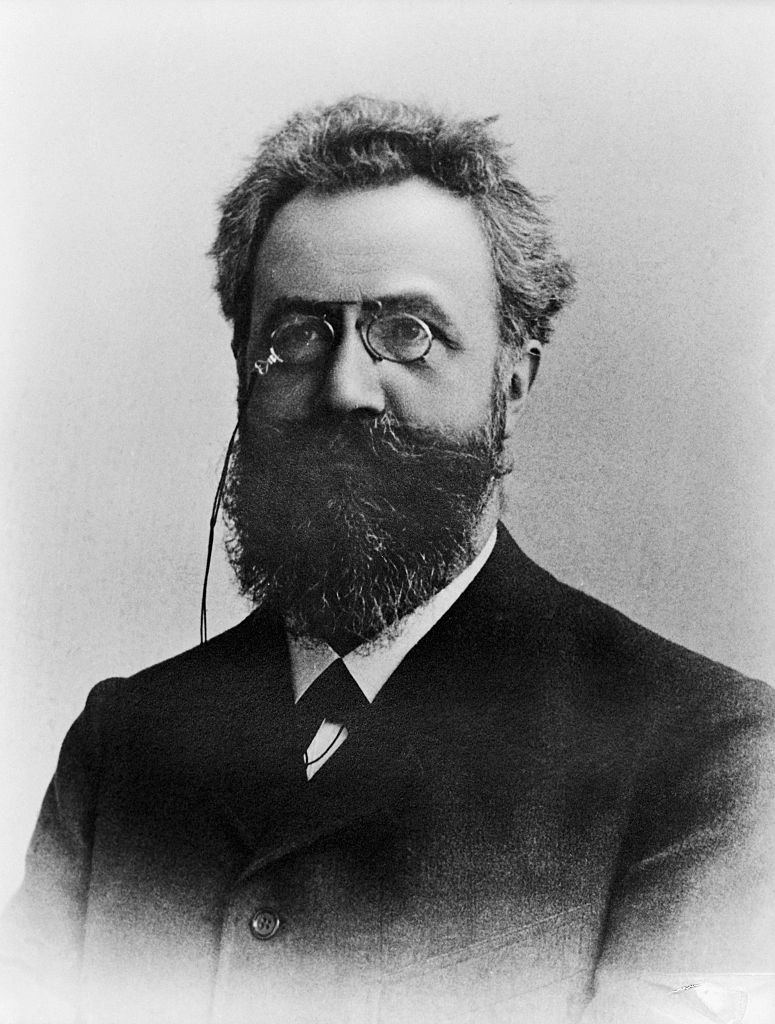
Герман Еббінгауз

Впливовий німецький психолог Герман Еббінгауз був першим, хто спостерігав ефект розподіленого навчання та опублікував свої висновки у книзі «Memory: A Contribution to Experimental Psychology». Зробивши себе предметом своїх же досліджень, Еббінгауз вивчив список безглуздих складів, щоб контролювати змішані змінні, такі як попередні знання, які дозволяли йому відкрити ефект розподілення та ефект порядкового номера.
Більш сучасне дослідження ефекту розподіленої практики, було проведено Аланом Беддлі і Лонгменом у 1978 році. Вони досліджували ефективність розподіленої практики під час навчення працівників пошти працювати на друкарській машинці за новою системою. Шляхом зіставлення прогресу тих, хто навчався за методом масової практики з тими, хто навчався за методом розподіленої, Беддлі винайшов, що не зважаючи на те, що масова практика могла б здатися більш ефективним методом навчання, тому що учасники можуть засвоїти матеріал за меншу кількість днів, ті працівники пошти, які мали короткі заняття але розподілені на декілька днів, вивчили матеріал краще ніж ті, хто мав більш тривалі заняття, але меншу кількість. Ті працівники пошти, що мали короткі заняття протягом декількох днів у підсумку друкували швидше й точніше.

## Методологія
Декілька психологічних функцій відповідальні за корисний вплив розподіленої практики. Найбільш поширеними з них є процедурне навчання, ефекти засвоєння, та розподілене повторення.

### Процедурне навчання
Процедурне навчання — це повторення однієї і тієї ж складної дії знов і знов, поки усі відповідні нейронні системи не почнуть працювати разом, щоб виконувати цю дію автоматично. Розподілена практика — це найбільш продуктивний метод процедурного навчання. Однаково розподіливши кількість тренувань заданої дії впродовж певного проміжку часу, ви покращите ефективність вивчення цієї навички.

### Засвоєння
Засвоєння — це ефект, коли початкова (часто короткочасна) стимулювальна подія впливає на її подальше згадування або сприйняття. Цей ефект є найбільш помітним при роботі з семантичними знаннями, але також застосовується для отримання загальних навичок. Що стосується розподіленої практики, збільшення кількості практичних занять при навчанні призведе до збільшення ефекту засвоєння для наступних тренувань. Це призводить до збільшення швидкості відкликання у пам'яті, що еквівалентно збільшенню рівня навчання. Це допомагає пояснити, чому рівномірне розповсюдження ваших практичних занять, замість того, щоб поширювати їх на одну сесію, дає змогу краще навчатися.

### Розподілене повторення
Розподілені повторення відносяться до розкладу навчання, в якому елементи спочатку запам'ятовуються, а потім, через певний проміжок часу знов повторюються. Чим краще людина запам'ятала ці елементи, тим більший проміжок часу, після котрого вона має ці слова повторити, і навпаки. Це явище спирається на силу вже засвоєної інформації в пам'яті, щоб ефективно збільшувати прогрес і об'єм запам'ятовування. Інформацію, яка була погано засвоєна через неефективні засоби навчання, буде важче згадати, а також це зменшить ефект навчання, що був досягнутий за рахунок розподіленої практики. Розподілена практика безпосередньо впливає на ефективність розширення об'єму інформації, яку ми намагаємося згадати, оскільки вона забезпечує потужнішу основу для її засвоєння у пам'яті.

## Теорії

### Процеси вільного відклику і керування пам'яттю
Різні теорії пояснюють дію розподілення результатом запуску процесів вільного відкликання та явного керуванням пам'яттю. Роберт Грін запропонував двофакторну оцінку розподіленого ефекту. Ефект розподілення вважається причасним до процесу вільного відклику за здатність відтворення у пам'яті стадії навчання. Так як вільний відклик чутливий до контекстних асоціацій, розподілені елементи отримують користь від додаткового кодування контекстної інформації. Таким чином, друга поява елемента у списку нагадує учню про першу зустріч того самого елемента та про контекстні особливості, що оточують цей елемент. Коли елементи розподілені, кожна контекстна інформація кодується своєю презентацією, тоді як для масових елементів різниця в контексті відносно невелика. Це веде до того, що більшість пошукових сигналів буде закодована розподілено, а не масово, що призведе до покращення згадування.
Процеси керування пам'яттю (наприклад, процеси розпізнавання, та оцінки частоти) більше покладаються на інформацію про елемент і менше на контекстну інформацію. Грін запропонував, що розподільний ефект обумовлений збільшенням кількості навмисних повторень розподіленних елементів. Це підтверджується тим, що ефект розподілення не виявляється при заняттях за методом випадкового навчання.

### Семантичний аналіз і засвоєння
Дослідження також показали, що ефект розподілення може з'явитися під час виконування вправ на згадування в умовах випадкового навчання, де семантичний аналіз заохочується шляхом вправ на орієнтування. Бредфорд Чалліс знайшов ефект розподілення для цільових слів після того, як слова були випадково проаналізовані семантично. Однак, ніякого ефекту не було, коли цільові слова були поверхово кодовані використовуючи задачі графемічного дослідження. Це говорить про те, що семантичне засвоєння підкреслює розподілювальний ефект у процесах керування пам'яттю.
Коли елементи представляються у вигляді групи, перше виникнення цільового елементу, який потрібно запам'ятати, семантично засвоює уявне представлення цього елемента таким чином, що коли елемент зустрічається вдруге, зразу після першого виникнення, спостерігається прискорення його семантичної обробки. Семантичне засвоєння минає протягом часу, ось тому друга зустріч розподіленого елемента у меншій ступені семантично засвоюється. Таким чином, з приводу семантичного засвоєння, друге виникнення більш сильно засвоюється і зменшує час семантичної обробки коли цільовий елемент знаходиться у групі, у порівнянні з тим, коли він виникає розподілено з короткими перервами. Цей механізм семантичного засвоєння забезпечує розподіленим словам більш обширну обробку, ніж масовим, створюючи ефект розподілення.

### Наслідки з безглуздими подразниками
З цього пояснення ефекту розподілення випливає, що цей ефект не повинен виникати з безглуздими стимулюючими впливами, які не мають семантичного представлення в пам'яті. Ряд досліджень продемонстрував, що семантично обґрунтований підхід повторень не може пояснити розподільний ефект у розпізнавальній пам'яті для таких стимулів, як незнайомі особи, і не-вербальні ознаки, які не піддаються семантичному аналізу. Корнольді і Лонгоні навіть виявили значний розподільний ефект в розпізнавальній пам'яті при задачах примусового вибору, коли в якості цільових стимулюючих елементів використовувалися безглузді форми. Русо запропонував, що при запам'ятовуванні незнайомих подразників короткочасний перцепційний механізм повторення підтримує розподільний ефект. Коли незнайомі стимули використовуються як мішені, в процесі керування пам'яттю, пам'ять спирається на пошук структурно-перцептивної інформації про цільові елементи. Коли елементи представлені у купі, перше виникнення дає ґрунт для його другого виникнення, що призводить до зменшення перцептивної обробки другого представлення. Короткочасні ефекти повторювального засвоєння невербальних елементів зменшуються, коли відставання між пробними та цільовими дослідженнями зменшується, таким чином, випливає, що більш широка перцептивна обробка надається другому входженню розподілених елементів відносно того, що надається елементам, які представлені в купі. Отже, безглузді предмети які представлені в купі отримують менш широку перцептивну обробку, ніж розподілені елементи; таким чином, вилучення цих елементів порушується при виконанні процесів пам'яті.
Відповідно до цього погляду, Руссо також продемонстрував, що зміна шрифту, в якому були повторно продемонстровані всілякі сполучення букв, зменшило короткочасне перцептивне засвоєння цих стимулів, особливо для групових елементів. Після тесту пам'яті на розпізнавання, не було знайдено ефекту розподілення для сполучення букв, представлених у різних шрифтах під час дослідження. Ці результати підтверджують гіпотезу про те, що короткострокове перцептивне ґрунтування є механізмом, який підтримує ефекти розподілення у процесах керування пам'яттю, коли в якості цільових елементів використовуються незнайомі стимули.
Крім того, коли шрифт змінювався між повторними появами слів у фазі дослідження, не було помічено зменшення розподільного ефекту. Такий опір при маніпулюванні шрифтами очікується за рахунок цього двофакторного обліку, оскільки семантична обробка слів при дослідженні визначає продуктивність на пізнішому тесті пам'яті, а маніпуляція шрифтами не має відношення до цієї форми обробки.
Мамарелла, Руссо, & Авонс також продемонстрували, що зміна орієнтації обличч між повторними демонструваннями служило для усунення ефекту розподілення. Незнайомі обличчя не мають запам'ятованих уявлень у пам'яті, таким чином розподільний ефект для цих подразників буде результатом первісного засвоєння. Зміна орієнтації послужила зміні фізичного зовнішнього вигляду стимулів, тим самим зменшуючи перцептуальне засвоєння при другій появі обличчя, коли воно представлено у купі з іншими. Це призвело до однакового запом'ятовування обличч, представлених у купі і по одинці, таким чином усуваючи ефект розподілення.

### Різноманітність кодування
Різноманітність кодування і припущень щодо переваг розподілення з'являються, тому що розподіленні представлення призводять до більш широкого різноманіття кодованих контекстних елементів. Крім того, вважається, що різноманітні кодування є прямим результатом контекстних варіацій, яких немає при масових повторах.
Для того, шоб випробувати теорію про різноманітність кодування, Бьорд, Ніколсон та Рінгер (1978) представили суб'єктів і дали їм списки слів, які мали або масові, або розподіленні повторення. Суб'єктам було запропоновано виконувати різні «завдання на орієнтацію», які вимагають від суб'єкта зробити просте судження про елемент списку (тобто приємне або неприємне, активне або пасивне). Суб'єкти або виконували одне і те ж завдання для кожного виникнення слова або різні. Якщо теорія про різноманітність кодування була істинною, то різні завдання з орієнтування повинні забезпечувати різні кодування, навіть для масових повторів, що призводить до більш високого рівня відкликання для масових повторів, ніж можна було б очікувати. Отримані результати не показали такого ефекту, щоб надати вагомі докази проти важливості різноманітності кодування.

### Відновлення фази навчання
Теорія відновлення фази навчання отримала величезну увагу в останній час. Ця теорія припускає, що перше представлення елемента відновлюється під час другого появлення. Це призводить до вдосконалення першого сліду у пам'яті. Масові появлення не дають переваг, оскільки перший слід активний під час другого, тому він не відновлюється або не вдосконалюється.

## Практичне застосування

### Реклама
Ефект розподілення та його основні механізми мають важливе застосування в світі реклами. Наприклад, він диктує, що одночасне представлення однакових комерційних реклам (масове повторення) — це не ефективна рекламна стратегія. Якщо різноманітність кодування є важливим механізмом ефекту розподілення, то ефективна рекламна стратегія може включати розподілену презентацію різних версій одного й того самого оголошення. Епплтон-Нап, Бджорк та Уікенс(2005) досліджували ефект розподілення у рекламі. Вони виявили, що розподілені повторення реклами більше покладаються на процес відновлення стадії навчання, ніж на різноманітність кодування. Вони також виявили, що на довгій дистанції, зміна вигляду даного оголошення не є ефективним для збільшення показників згадування серед суб'єктів (як це передбачено різноманітним кодуванням). Незважаючи на цей висновок, на довгій дистанції, розпізнавання не залежить від варіації оголошень.

### Особи з дефіцитом пам'яті
Дослідження показують що люди з черепно-мозковою травмою (ЧМТ) часто страждають від дефіциту пам'яті через порушення на етапі вивчення. Вони прикладають набагато більше зусиль, щоб досягти заздалегідь визначеного рівня вивчення, проте, коли вони вже вивчили щось, то їхня здатність згадувати цю інформацію така сама, як і у здорових людей. Тому важливо допомогти їм в отриманні нових навичок та спогадів. Було проведено порівняно мало досліджень, які стратегії навчання, корисних для здорових людей, прийнятні для осіб з ЧМТ. Говровер розглянув застосування розподільного ефекту при поліпшенні функціональних завдань, таких як вивчення маршруту. Початкове виконання завдання було краще для масового навчання, але подальше згадування було краще для інформації, отриманої за допомогою розподіленої практики. Чим довша затримка, тим більший ефект розподілення. Це показує, що розподілена практика відіграє певну роль у реабілітації, особливо у наданні допомоги пацієнтам з ЧМТ зберігати нові навички.
У клінічних умовах, використовуючи списки слів, ефект розподілення виявився продуктивним для людей з дефіцитом пам'яті, включаючи людей з амнезією, розсіяним склерозом і ЧМТ.

### Довготривале запам'ятовування
Не багато уваги було приділено вивченню ефекту розподілення у тестах на тривале запам'ятовування. Шоннессі виявив, що ефект розподілення не є надійним для двох цільових елементів при 24-годинній перерві між тестуваннями. Ефект розподілення присутній, однак, тільки для предметів, представлених чотири або шість разів і перевірених після 24-годинної перерви. Це здається дивним результатом, і Шоннессі тлумачить його як доказ багатофакторного пояснення ефекту розподілення.
Довгострокові ефекти розподілення також оцінювалися в контексті вивчення іноземної мови. Барік розглядав питання збереження у пам'яті нових зарубіжних слів протягом 9-річного періоду, змінюючи кількість сесій та простір між ними. Як кількість занять, так і кількість днів між кожним заняттям мають значний вплив на утримання слів в пам'яті (ефект повторення та ефект відстані), але дві змінні не взаємодіють одна з одною. Для всіх трьох рівнів складності іноземних слів, згадування було найвищим для 56-денного інтервалу, на відміну від 28-денного або 14-денного інтервалу. У додаток, 13 занять, що розподілені на 56 днів, давали порівняльний результат з 26 заняттями, що розподілені на 14 днів. Ці результати мають наслідки для освітньої практики. Навчальні плани рідко надають можливості для періодичного повторення раніше отриманих знань. Без розподілених повторень студенти частіше забувають слова іноземної мови.

## Системи навчання
Було показано, що розподілене навчання є ефективним засобом для поліпшення вивчення, яке застосовують до багатьох різних методів навчання, включаючи метод Пімслера і систему Лейтнера.

### Метод Пімслера
Метод Пімслера, або Система Пімслера для вивчення мов — це система вивчення мови, розроблена компанією Пола Пімслера, яка знаходиться у комерційному продажу. Метод Пімслера заснований на чотирьох принципах: інтервальне згадування, принцип очікування, основний словниковий запас і органічне навчання. Принцип віддаленого інтервального відкликання ґрунтується на концепції розподіленого навчання, де учаснику представлена інформація, яку треба вивчати з поступовим збільшенням часу між її появленням. Він використовує ідею, що навчання можна оптимізувати за допомогою графіку практики.

### Лейтнер

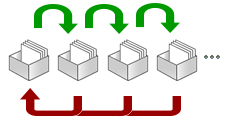

Система Лейтнера є широко використовуваним методом ефективного застосування карток, який був запропонований німецьким науковим журналістом Себастьяном Лейтнером у 1970-х роках. Вона ілюструє принцип розподіленого повторення, де картки переглядаються знову і знову, зі збільшенням пауз між появленням добре засвоєних карток.
У цьому методі картки сортуються на окремі скриньки на основі того, наскільки добре ви знаєте матеріал на цій карті. Якщо вам вдасться згадати відповідь на картці, вона переміститься в наступну скриньку, і якщо ви не зможете, вона буде переміщена в попередню (якщо є). Чим далі в ланцюжку скринь знаходиться карта, тим довше ви повинні чекати, перш ніж спробувати згадати її відповідь. Метод Лейтнера є ще одним прикладом стратегій навчання, які використовують переваги розподіленої практики та пов'язаних з нею принципів, в даному випадку розподіленого повторення.

## Анатомія навчання
Центральними біологічними конструкціями, залученими до будь-якого виду навчання, є ті, що мають важливе значення для формування пам'яті, особливо тої, яка займається семантичним запам'ятовуванням: гіпокамп і кора головного мозку. Вони відіграють важливу роль у навчанні, а отже, і в таких методах навчання, як розподілена практика.

### Гіпокамп
Гіпокамп вже давно вважається центральним вузлом всієї пам'яті, і тому відповідальний за більшу частину навчання. Він розташований у вентрально-медіальній скроневій області мозку, його важливість щодо укріплення нових спогадів, а значить і вивчення нових речей, було продемонстровано сумнозвісною справою Генрі Молайсона, людиною, якій було видалено обидві медіальні скроневі області мозку. Це призвело до його нездатності сформувати нові довготривалі спогади.

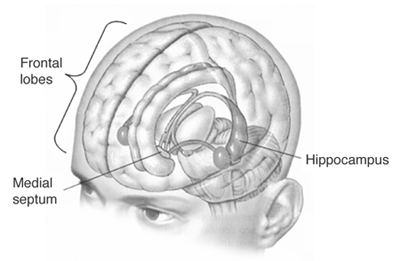
Розташування людського гіпокампу

Незважаючи на переконливі докази, які висуваються в справі Генрі про центральність гіпокампу у пам'яті та процесі навчання, він все ще міг скористатися користю розподіленої практики стосовно певних завдань. Під час офіційної оцінки успіхів, Генрі проявив помітне поліпшення у деяких завданнях, пов'язаних з неусвідомленим запам'ятовуванням, таким як тест на дзеркальний малюнок, де пацієнт повинен намалювати зірку, спостерігаючи за рукою в дзеркалі. Його поліпшення в цих та інших вправах свідчить про те, що гіпокамп не є суттєвим для всіх форм навчання, включаючи здатність отримувати користь від розподіленої практики. Проте, без цього вдосконалення обмежені. Наприклад, він показував поліпшення в тесті на запам'ятовування виділених блоків, але максимум для 5 блоків, що показує його здатність вдосконалюватися шляхом практичних занять, продовжувати існувати, але це не витісняє факт пошкодження інших аспектів формування довготривалої пам'яті, на які він страждав після операції.
Ефективність розподіленого навчання, схоже, більше спирається на працездатність пам'яті, а не на здатність людини формувати довготривалі спогади. У дослідженнях, пов'язаних із завданням лабіринту Морріса, щури з ураженнями гіппокампа, яке призводить до значного скорочення робочої пам'яті, демонструють дуже незначне поліпшення у виконанні завдання, над яким вони працюють, незважаючи на те, що, мовляв, вони нездатні формувати довготривалі спогади. Це показує, що користь практичних занять можуть бути істотно усунена за рахунок зниження здатності робочої пам'яті.

### Кора головного мозку

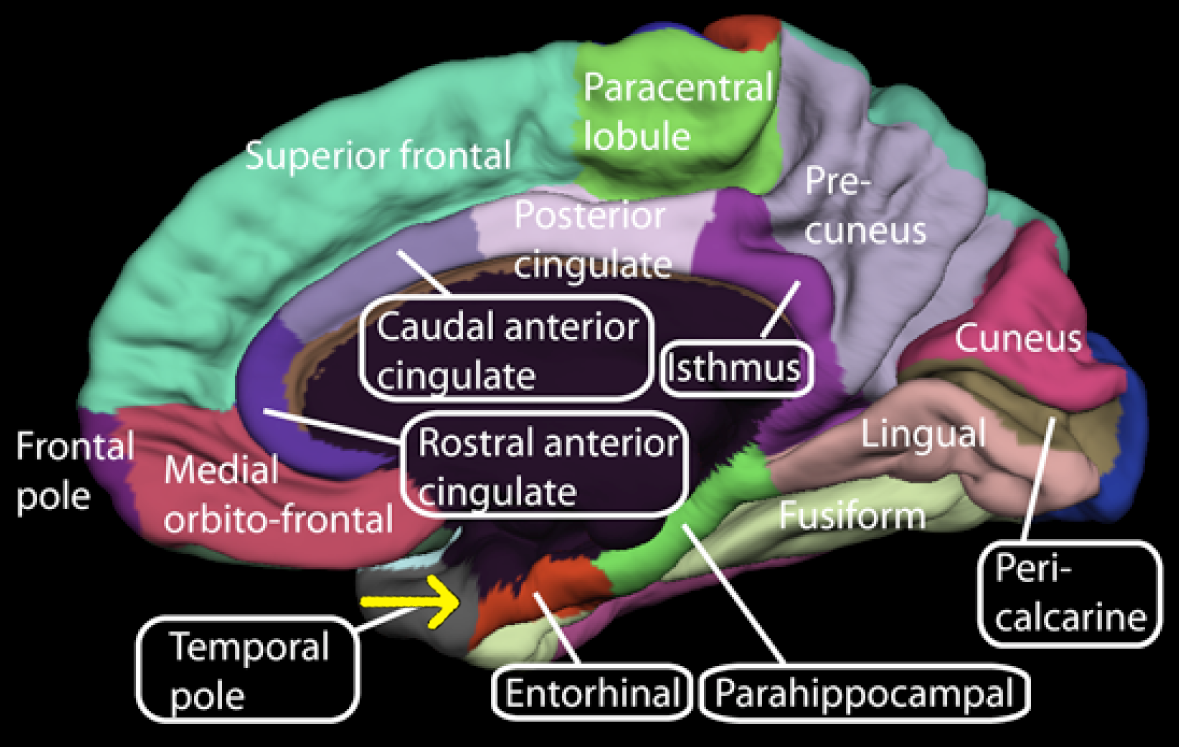
Розташування енторинальної кори в мозку людини

Кора головного мозку являє собою ділянку мозку, що оточує гіпокамп. Кілька випробувань на різних видах тварин показали, що вона є, мабуть більш важливою для існування декількох різних типів пам'яті та видів навчань, ніж гіпокамп. Вона розділена на дві частини: перирінальна кора і енторинальна кора. Ефект розподіленої практики присутній, в обмеженій мірі, у тварин після видалення гіпокампу, якщо кора мозку не пошкоджена.
У підсумку, пошкодження гіпокампу або кори головного мозку, які призводять до дефіциту пам'яті в різних областях, також призводить до обмеження ефекту розподіленої практики для запам'ятовування та укріплення пам'яті, але ніколи повністю не виключає його. Це показує, що здатність покращувати ефективність навчання через розподілену практику не повністю залежить від гіпокампу або кори мозку, але залежить від взаємодії між робочими здібностями пам'яті і здатністю формувати довготривалі спогади, семантичні або епізодичні, свідомі чи підсвідомі.